# Cupa României 2014/15
Der Cupa României wurde in der Saison 2014/15 zum 77. Mal ausgespielt. Im Endspiel siegte Steaua Bukarest gegen Universitatea Cluj mit 3:0 und gewann dadurch das Double.

## Modus
Die Klubs der Liga 1 stiegen erst in der Runde der letzten 32 Mannschaften ein. Es wurde jeweils nur eine Partie ausgetragen, das Halbfinale wurde in Hin- und Rückspiel entschieden. Fand nur eine Partie statt und stand diese nach 90 Minuten unentschieden oder konnte in beiden Partien unter Berücksichtigung der Auswärtstorregel keine Entscheidung herbeigeführt werden, folgte eine Verlängerung von 30 Minuten. Falls danach noch immer keine Entscheidung gefallen war, wurde die Entscheidung im Elfmeterschießen herbeigeführt.

## Sechzehntelfinale
| Datum              |                        | Ergebnis              |                          |
| ------------------ | ---------------------- | --------------------- | ------------------------ |
| 23. September 2014 | Șoimii Pâncota         | 1:2                   | Pandurii Târgu Jiu       |
|                    | CF Brăila              | 0:1                   | Oțelul Galați            |
|                    | Rapid CFR Suceava      | 1:0                   | Gaz Metan Mediaș         |
|                    | CSM Râmnicu Vâlcea     | 0:1                   | CSMS Iași                |
|                    | ASA Târgu Mureș        | 4:1                   | CS Concordia Chiajna     |
|                    | Rapid Bukarest         | 0:0 n. V. (5:4 i. E.) | FC Botoșani              |
| 24. September 2014 | Viitorul Axintele      | 0:2                   | CFR Cluj                 |
|                    | SC Bacău               | 1:5                   | Ceahlăul Piatra Neamț    |
|                    | FC Chindia Târgoviște  | 1:3                   | FC Brașov                |
|                    | Unirea Jucu            | 0:3                   | Petrolul Ploiești        |
|                    | Fortuna Poiana Câmpina | 2:5                   | Dinamo Bukarest          |
| 25. September 2014 | AFC Săgeata Năvodari   | 0:3                   | FC Viitorul Constanța    |
|                    | FC Caransebeș          | 1:2                   | CS Universitatea Craiova |
|                    | FC Bihor Oradea        | 1:1 n. V. (4:5 i. E.) | Universitatea Cluj       |
|                    | CS Mioveni             | 3:1                   | Astra Giurgiu            |
|                    | ACS Berceni            | 0:3                   | Steaua Bukarest          |

## Achtelfinale
| Datum            |                          | Ergebnis  |                       |
| ---------------- | ------------------------ | --------- | --------------------- |
| 28. Oktober 2014 | CS Mioveni               | 1:0       | Dinamo Bukarest       |
|                  | CSMS Iași                | 0:1       | Steaua Bukarest       |
| 29. Oktober 2014 | ASA Târgu Mureș          | 4:0       | Ceahlăul Piatra Neamț |
|                  | CS Universitatea Craiova | 2:1 n. V. | FC Viitorul Constanța |
|                  | FC Brașov                | 1:3       | Universitatea Cluj    |
| 30. Oktober 2014 | Oțelul Galați            | 2:3 n. V. | Pandurii Târgu Jiu    |
|                  | Rapid CFR Suceava        | 2:3       | Petrolul Ploiești     |
|                  | Rapid Bukarest           | 1:2       | CFR Cluj              |

## Viertelfinale
| Datum            |                          | Ergebnis |                    |
| ---------------- | ------------------------ | -------- | ------------------ |
| 2. Dezember 2014 | CS Mioveni               | 0:3      | CFR Cluj           |
| 3. Dezember 2014 | Universitatea Cluj       | 1:0      | Pandurii Târgu Jiu |
| 4. Dezember 2014 | ASA Târgu Mureș          | 0:1      | Petrolul Ploiești  |
|                  | CS Universitatea Craiova | 0:1      | Steaua Bukarest    |

## Halbfinale
| Datum                 |                   | Gesamt                |                    | Hinspiel | Rückspiel |
| --------------------- | ----------------- | --------------------- | ------------------ | -------- | --------- |
| 4. März/1. April 2015 | CFR Cluj          | 0:0 n. V. (2:4 i. E.) | Universitatea Cluj | 0:0      | 0:0       |
| 5. März/2. April 2015 | Petrolul Ploiești | 2:4                   | Steaua Bukarest    | 1:1      | 1:3       |

## Finale
| Paarung            | Steaua Bukarest – Universitatea Cluj |
| Ergebnis           | 3:0 (1:0) |
| Datum              | 31. Mai 2015 |
| Stadion            | Arena Națională, Bukarest |
| Zuschauer          | 37.764 |
| Schiedsrichter     | Alexandru Tudor (Bukarest) |
| Tore               | 1:0 Popa (9.) 2:0 Rusescu (48.) 3:0 Popa (53.) |
| Steaua Bukarest    | Florin Niță, Alexandru Mățel, Paul Papp (69. Cornel Râpă), Srdjan Luchin, Fernando Varela (77. Gabriel Tamaș), Guilherme, Nicandro Breeveld, Ionuț Neagu (55. Gabriel Iancu), Adrian Popa, Nicolae Stanciu, Alexandru Chipciu Cheftrainer: Constantin Gâlcă       |
| Universitatea Cluj | Robert Veselovsky, Raul Ciupe, Dino Škvorc, Cristian Munteanu, Ionuț Neag, Petar Jovanović (56. Narcisse Bambara), Pablo Ceppelini (46. Nuno Viveiros), Andrei Lungu, Lóránt Kovács (67. Vasilică Cristocea), Justin Mengolo, Vlad Mora Cheftrainer: Adrian Falub |